# مونتينيجرو دي كاميروس
مونتينيجرو دي كاميروس هي بلدية تقع في مقاطعة سوريا، في منطقة قشتالة وليون، في إسبانيا. يبلغ عدد سكانها 61 نسمة وذلك حسب (المعهد الوطني للإحصاء) سنة 2017. تبلغ مساحتها 55,32 كم مربع، وترتفع عن سطح البحر 1,235 متر.

## تطور السكان
في تعداد عام 2010 بلغ عدد سكان البلدية 92 نسمة، منهم 58 رجلا و34 امرأة. 